# Sam & Max Beyond Time and Space
Sam & Max Beyond Time and Space is een vijfdelig episodisch computerspel, ontwikkeld door Telltale Games, rond de personages Sam & Max, een stripboekduo van Steve Purcell. Hoewel het spel qua verhaallijn geen rechtstreels vervolg is op Sam & Max Save the World, komen toch heel wat situaties, flashbacks en andere verwijzingen terug.

## Verhaal
Het seizoen begint als Sam & Max de Kerstman moeten gaan onderzoeken, deze blijkt compleet gek geworden en schiet naar alles dat beweegt. Wat later blijkt het Paaseiland bedreigd te zijn door Bermudadriehoeken. Dit alles leidt tot een duivels plan, waar zelfs satan hemzelf voor moet buigen. Sam & Max moeten dan de ultieme confrontatie aangaan met het grootste kwaad van allemaal.
In Seizoen 2 komen de meeste personages en decors uit seizoen 1 terug, tezamen met een heleboel nieuwe. De personages uit seizoen 1 worden wat verder uitgediept.
Verder wordt tijdreizen in de gameplay gevoegd, en zijn er meer minigames aanwezig ten opzichte van seizoen 1.

## Episodes
Het spel bestaat uit vijf episodes waarvan het eerste uitkwam in november 2007, precies een jaar na Sam & Max Save the World.

### Ice Station Santa
Sam en Max worden opgeschrikt door "Maimtron 9000", een gigantische robot, die aanpalende huizen vernietigd. Na uitschakeling blijkt deze een geschenk van de kerstman te zijn. Gezien het kwaadaardige gedrag van de robot reizen Sam en Max naar de kerstman zijn werkhuis, op de Noordpool, voor meer uitleg. Daar vernemen ze van twee elven dat de kerstman is bezeten door een demon die de elven tracht te vermoorden.
De demon kan worden verdreven via een ritueel. Na de actiefiguurtjes van "De vier ruiters van de Apocalyps" in een cirkel te plaatsen, dient men een demonisch lied over kerst te zingen. Dan blijkt dat niet de kerstman, maar wel een elf was bezeten. De demon stelt zich voor als "Shambling Corporate Presence". In de laatste stap worden de drie kerstgeesten opgeroepen (verleden, heden en toekomst). Zij kunnen de demon voorgoed uitschakelen, maar willen pas helpen nadat Sam en Max het leven van enkele anderen terug op het goede spoor brengen:
- Verleden: Jimmy TwoTeeth heeft ruzie met zijn vrouw omdat hij geen geld in het laatje brengt waardoor hun zoon Timmy niet naar de dokter kan. Volgens Jimmy zijn Sam en Max de schuldigen: zij hebben zijn bokshandschoenen afgenomen.
- Heden: Miss Stinky wil haar actiefiguurtje van "De vier ruiters van de Apocalyps" terug. Daarnaast werd Bug, een karakter uit Sam & Max Save the World, tegen zijn zin terug herenigd met zijn familie.
- Toekomst: Sam en Max moeten zichzelf redden van een eilandje te midden van een lava-zee. In What's New, Beelzebub? wordt duidelijk hoe de toekomstige Sam en Max daar zijn verzeild.

Nadat ze in hun opdrachten zijn geslaagd, vormen de kerstgeesten de demon "Shambling Corporate Presence" om in een gelatine-pudding. Die pudding wordt opgegeten door de kerstman waardoor deze op zijn beurt wordt bezeten door "Shambling Corporate Presence" en alweer moeten Sam en Max een ritueel uitvoeren om ditmaal de kerstman te bevrijden.

### Moai Better Blues
Na terugkomst van de Noordpool vinden Sam en Max in hun straat een driehoekige vortex. Volgens Bosco is de vortex de Bermudadriehoek. De Bermudadriehoek slorpt het levende standbeeld van Abraham Lincoln op. Sybil, nog steeds verliefd op Abraham, volgt hem. Sam en Max gaan achterna om Abe en Sybil te redden.
Ze belanden op Paaseiland waar Sybil en Abraham veilig zijn en genieten van een picknick. De oude Moai (= de stenen beelden op Paaseiland) herkennen in Sam en Max de voorboden van een oude profetie: de vulkaangod zal weldra zijn lava uitspuwen waardoor de Moai worden vernietigd. De Moai vragen Sam en Max om de vulkaangod te stoppen.
Sam en Max ontmoeten op het eiland vliegenier Amelia Earhart, terrorist D.B. Cooper, schrijver Charles Lindbergh, muzikant Glenn Miller en vakbondsleider Jimmy Hoffa. Al deze personen verdwenen in werkelijkheid op mysterieuze wijze, maar verklaren in het spel dat ze werden opgeslokt door de Bermudadriehoek. Zij hebben op het eiland "de bron van jeugd" ontdekt waardoor ze nu leven als peuters.
Sam en Max vinden in de ondergrondse grotten Mr. Spatula (= hun dode goudvis) dewelke door de "zee-apen" wordt aanzien als hogepriester omdat zijn contouren te vinden zijn op een heilige zeeschelp. Sam kan de zee-apen overtuigen dat Max de hogepriester is en dat de lava-machine niet mag worden ingeschakeld. Echter heeft Mr. Spatula de lava-machine al gestart.  Het probleem wordt door Sam en Max opgelost door de lava te laten verdwijnen via een Bermudadriehoek. Na de credits worden de Moai gevangen door een mysterieuze kracht vanuit de hemel.

### Night of the raving dead
Sam en Max zitten gevangen in een dodelijke machine: de Zielensteler. Max vraagt Sam hoe ze in deze situatie verzeild zijn geraakt. Volgens Max begon het op hun kantoor toen bleek dat hun straat wemelde van zombies. De zombies komen uit de "The Zombie Factory" (= de zombiefabriek) dat zich in een kasteel in Stuttgart bevindt.
In Stuttgart ontdekken Sam en Max dat "The Zombie Factory" de naam is van een discotheek dat zich richt op emocore en rave. Eigenaar Jurgen is een vampier. Hij zegt dat Sam en Max niets kunnen doen om de zombies te stoppen: de ondoden voelen zich aangetrokken tot zijn "onvergelijkbare levensstijl" zodat hij voor hen een soort godheid en voorbeeldicoon is. Sam en Max kelderen daarop de reputatie van Jurgen. Als wraak zet Jurgen een valstrik op waardoor Sam en Max belanden in "De Zielensteler
Sam realiseert zich nu dat hij, door het vertellen van het verhaal, niet heeft gezocht naar een ontsnappingsplan. De timer van de machine staat op nul en even later doet "De Zielensteler" zijn werk. Vervolgens verplaatst het spel zich naar het kerkhof waar Sam en Max als zombies reïncarneren.
In de kelder van het kasteel vinden ze "Jurgen's Monster" dat ze tot leven brengen. Het eenzame Monster wil Sam en Max helpen om hen terug naar de leefwereld te brengen. Uit sympathie trachten Sam en Max hem te koppelen aan Sybil, die blijkbaar terug een huwelijksbureau heeft gestart. Haar relatie met het levende standbeeld van Abe Lincoln is op de klippen gelopen omdat Lincoln een affaire had met een van de Moai. Wanneer "het monster" als enige kandidaat overblijft, beseft Sybil dat ze toch nog steeds van Lincoln houdt. Uit frustratie doodt het monster zijn ontwerper Jurgen.

### Chariots of the dogs
Detective Flint Paper heeft de hulp nodig van Sam en Max: Bosco is letterlijk van de aardbol verdwenen. In Bosco's badkamer veroorzaken Sam en Max een ontploffing waarop onmiddellijk een vliegende schotel komt aangevlogen die hen teleporteert. Daar vinden ze Bosco als kruising van een mens en een rund.
Sam en Max nemen een lift die een tijdsmachine blijkt te zijn. Ze komen terecht in Bosco's winkel anno 1963, toen uitgebaat door Bosco's moeder. Ze heeft een machine ontworpen die een baby kan maken door het speeksel van een vrouw en man te mengen. Ze twijfelt om haar experiment verder te zetten: er verscheen zojuist een lelijke man die beweerde haar zoon te zijn. Momenteel zit er in de machine aan de "mannelijke" kant een hoeveelheid koemelk (wat de kruising van Bosco verklaart). Sam en Max gaan op zoek naar het correcte speeksel, wat uiteindelijk dat van John F. Kennedy blijkt te zijn.  Bosco is trouwens nog een paradox, want zijn moeder weigert de machine te activeren. Daarom reizen Sam en Max naar Stinky's Diner halfweg de jaren 1980 om de kindversie van Max te manipuleren waardoor hij een vrouwenversierder wordt. Vervolgens reizen ze naar 1963. Het aangepaste gedrag van Max leidt ertoe dat moeder haar experiment verder zet waardoor Bosco zal worden geboren.
Eenmaal terug in de vliegende schotel wordt duidelijk dat deze wordt bestuurd door drie mariachi. Zij reizen doorheen de tijd op zoek naar jarigen om vervolgens hun ziel te ontvoeren. Bosco is door dit verhaal zo geschrokken dat hij prompt sterft aan een hartaanval. Zijn lichaam wordt gevangengenomen door de Mariachi.
Sam en Max achterhalen dat de Mariachi een totaal andere levensdroom hadden. Daarop beginnen Sam en Max door de tijd te reizen. Ze komen terug in bezit van het platencontract dat Sam ooit had gewonnen in de tv-show "Embarrassing Idol" en reizen naar de begintijd om te achterhalen wat er het eerst was: de kip of het ei. Nadat de drie Mariachi-zangers het schip hebben verlaten, kunnen Sam en Max aan het lichaam van Bosco. Max drukt per ongeluk op de "zuig"-knop waarop Bosco naar een "Bermudadriehoek" wordt gezogen. Omdat Sam en Max eerder de toegangsbrug hadden neergehaald, is de machine niet krachtig genoeg en blijft Bosco zweven tussen de grond en de driehoek.  Dit veroorzaakt een fout in het systeem waardoor het schip begint aan een onomkeerbare zelfvernietiging.  Daarop besluiten Sam & Max om te ontsnappen via de Bermuda-driehoek.  Ze nemen het lichaam van Bosco mee.
Na de credits belandt het ruimteschip naar "het begin van de tijd" en crasht daar tegen de singulariteit wat leidt tot de oerknal waardoor het universum ontstaat.

### What's New, Beelzebub?
Sam, Max en Bosco worden door de "Bermudadriehoek" getransporteerd naar de rivier Styx, dewelke onder hun kantoor blijkt te liggen. Volgens Harry Moleman, die nu de taak van Magere Hein heeft, kan men de hel enkel betreden via de "Soul Train". Daarvoor is een token nodig dat men verkrijgt tijdens het sterven. Sam en Max ontmoeten op straat de geest van Bosco's moeder.  Zij is gestorven ten gevolge van een ontploffing (veroorzaakt door Sam en Max in "Chariots of the Dogs"). Haar token ligt op haar kamer, maar de trap is ingestort. Sam en Max kunnen ook niet meer in hun eigen kantoor omdat hun alter-ego's daar via de tijdmachine zijn (zie spel: Chariots of dogs). Sam en Max gebruiken de Maimtron 9000 (zie Ice Station Santa) om het token via het bovenvenster te nemen. Daarbij trapt Maimton 9000 op enkele ratten waaronder Timmy, het zoontje van Jimmy TwoTeeth.
De hel lijkt in eerste instantie een administratief kantoor waar eerdere vijanden van Sam en Max werken: vampier Jurgen aan de balie, Hugh Bliss doet de censuur en "bleept" elk ondeugend woord weg.  Demon "Shambling Corporate Presence" werkt aan een rekenblad, maar speelt in het geheim Mijnenveger en Brady Culture is archivaris. De echte hel bevindt zich in een aanpalende ruimte. Daar zit iedereen vast in een diorama waar men hun persoonlijke hel beleeft.  Omdat Satan niet met Sam en Max wil praten, beslissen zij om de efficiëntie van de hel naar een absoluut minimum te herleiden.
Een van de elfen van de kerstman zit opgesloten in de speelgoedfabriek van Ted E. Bear waar enkel gewelddadig speelgoed wordt gemaakt. Dat speelgoed gaat naar de pakjesmachine in het diorama van de kerstman. De elf is ontevreden omwille van het gewelddadige speelgoed, de kerstman omdat de pakjesmachine het gewelddadige speelgoed niet wil versturen. Sam en Max vinden een manier zodat er geen gewelddadig speelgoed meer wordt gemaakt.
Grandpa Stinky heeft een kookshow met ratten, waaronder Timmy TwoTeeth, als publiek. Wanneer Sam en Max in dit diorama belandden en Timmy, die lijdt aan het syndroom van Gilles de la Tourette, hen ziet begint hij hen uit te schelden.  Hugh Bliss is van mening dat het programma het quotum van het het aantal "bleeps" heeft overschreden waardoor de show wordt afgelast.  Hierdoor komen de ziel van de rat en grandpa Stinky vrij.
In een vierde diorama staat de DeSoto die niet meer snel kan rijden. In het laatste diorama staat een naakte Bosco die constant wordt aankeken door en groep mensen. Sam en Max vinden een manier om hun DeSoto op te drijven.  Ze rijden zo hard dat ze uit het diorama vliegen en in dat van Bosco belanden. De aandacht van het publiek wordt gericht op de aanvliegende DeSoto waardoor de ziel van Bosco vrijkomt.
Satan wil dan wel praten met Sam en Max. Deze laatste eisen dat Satan de zielen terug vrijlaat en dat zij terugkeren naar de bewoonde wereld. Satan is akkoord op voorwaarde dat Sam een contract ondertekent. Sam leest het contract niet en heeft zijn akkoord gegeven om opgesloten te worden in zijn persoonlijke hel. Daar blijkt dat een demon, in de vorm van Sodapopper Peepers, zijn vaste partner is voor eeuwig-en-altijd. Max gaat het diorama binnen en verdrijft de demon.
Dan blijkt dat er boven Satan nog een management is: "The Soda Poppers". Zij willen de wereld volledig overnemen.
- Peepers, in de vorm van Casanova, tracht Sybil te verleiden. Zijn bezwering verbreekt nadat Sam en Max hem aanspreken met zijn echte naam.
- Whizzers tracht de empathie van de C.O.P.S.-computers voor zich te winnen. Hij speelt op een gouden viool die veel mooiere klanken/muziek genereert in vergelijking met de oude "C.O.P.S. Pong-spelcomputer".  Sam en Max steken in de computer een spelcartridge met geavanceerde muziek.
- Specs tracht appelsap te verkopen via Stinky's Diner waardoor de mensheid de erfzonde moet herhalen.  "Girl Stinky" is geïnteresseerd, maar "Grandpa Stinky" wil er niets van weten.  Uiteindelijk kunnen Sam & Max "Girl Stinky" op een ander idee brengen nadat ze haar er terug aan herinneren wie ze in werkelijkheid is (ze is een mutant ontstaan uit een demonische cake).

The Soda Poppers zijn verslagen, maar nemen wraak. Ze sturen Sam en Max naar de diepte van de hel. Daar komen ze terecht op een klein eilandje te midden van een lavazee. Echter zijn hun alter-ego's ook daar (via de "kerstgeest van de toekomst" in "Ice Station Santa") en kan de huidige versie ontsnappen via de magische kerstkoets die hun andere versie had gebracht.
Sam en Max belanden met de kerstkoets terug in het kantoor van de hel. Ondertussen is Satan terug baas geworden. The Soda Poppers trachten zich te verweren. Sam en Max herhalen het vorige ritueel waardoor The Soda Poppers in de diepte van de hel belanden.
Daarop krijgen Sam en Max telefoon van "The Commissioner".  Gezien Max nog steeds president is, mag hij op vraag van Sybil het huwelijk inzegenen tussen haar en Abraham Lincoln. Daarnaast heeft hij ook de Nobelprijs voor de Vrede gewonnen.
In de credits zien we foto's van het de huwelijksplechtigheid en het feest.  Na de credits ziet men The Soda Poppers die zich nog steeds in de diepte van de hel bevinden.  Ze waarschuwen Sam en Max dat ze zullen terugkeren. Vervolgens verschijnt boven hen een Bermudadriehoek en worden ze overgoten door lava. (waardoor de speler nu ook weet waar de lava van de lavamachine uit "Moai better blues" is terechtgekomen)

## Personages
In dit spel komen zowat alle personages uit Sam & Max Save the World terug.  Gelieve die pagina te consulteren.

## Technische achtergrond
Ten opzichte van het vorige spel zijn er enkele aanpassingen: ondersteuning voor breedbeeld monitors, een hintsysteem, meer minigames per episode en een wizard die helpt met het configureren van de beeldinstellingen wanneer het voor het eerst opstart. Ook zijn de animaties verbeterd tegenover seizoen 1.

## Andere avonturen
- Sam & Max Hit the Road (1993, Lucasarts)
- Sam & Max Save the World (2006-2007, Telltale Games)
- Sam & Max: The Devil's Playhouse (2010-2011, Telltale Games)